# География Канады
Геогра́фия Кана́ды широка и разнообразна. Занимая северную часть североамериканского континента (около 40 %), по площади территории Канада является первой страной в Северной Америке и второй в мире после России.
Канада занимает огромную территорию между Тихим океаном на западе и Атлантическим — на востоке (отсюда и девиз страны «От моря до моря»), между США на юге и северо-западе (Аляска), Северным Ледовитым океаном на севере и Гренландией на северо-востоке. На широте южного берега Ньюфаундленда находится французская заморская территория Сен-Пьер и Микелон. С 1925 Канада отстаивает свои права на область Арктики между 60°з. д. и 141°з. д. до Северного полюса; тем не менее, эти права не являются общепризнанными. Занимая территорию в 9 984 670 км² (суша: 9 093 507 км²; вода: 891 163 км²), Канада имеет площадь, чуть меньшую трёх пятых площади России; Канада примерно в 1,3 раза больше Австралии, хотя немного меньше Европы, но более чем в 40,9 раза крупнее Соединённого королевства. По общей площади Канада немного превосходит США или Китай; однако она немного меньше этих двух стран по площади суши (Китай занимает 9 596 960 км², а США — 9 161 923 км²), становясь при таком расчёте четвёртой.

## Крайние точки

### Канада
Крайняя северная точка
- на суше: мыс Колумбия, остров Элсмир, Нунавут — 83°08' с. ш., 70°13' з. д.
- на море: Северный полюс — 90° с. ш.

Крайняя южная точка
- на суше: остров Мидл, Онтарио — 41°41' с. ш., 82°40' з. д.
- на воде: озеро Эри на границе Онтарио-Огайо — 41°40’35" с. ш.

Крайняя восточная точка
- мыс Спир, Ньюфаундленд — 47°31' с. ш., 52°37' з. д.

Крайняя западная точка
- граница Юкон-Аляска — 141°00' з. д.

### Канада (материковая)
- Крайняя северная точка: высокий мыс Мёрчисон на полуострове Бутия, Нунавут — 71°50' с. ш., 94°45’ з. д.
- Крайняя южная точка: мыс Пили, Онтарио — 41°54’23" с. ш.
- Крайняя западная точка: граница Юкон-Аляска — 141°00' з. д.
- Крайняя восточная точка: мыс Сент-Чарльз, Лабрадор — 52°24' с. ш., 55°40' з. д.

### Предельные высоты
- Наименьшая высота над уровнем моря: уровень моря — 0 м
- Наибольшая высота над уровнем моря: гора Логан — 5959 м

## Рельеф
Физическая география Канады очень разнообразна. Заключённая между своими крайними точками, Канада занимает 9 984 670 км² с целым рядом различных геоклиматических областей. Канада включает также обширные акватории, а её береговая линия в 202 080 км является длиннейшей в мире.

### Аппалачи
Горная цепь Аппалачей тянется от Алабамы, что на юге США, до приморских провинций Канады, проходя через юг Квебека и полуостров Гаспе.

### Низменность Св. Лаврентия и Великие озёра
Низменность Св. Лаврентия и Великие озёра — это область Канады вдоль реки Св. Лаврентия и вокруг Великих озёр. Почвы состоят из осадочных горных пород и, в основном, плодородны.

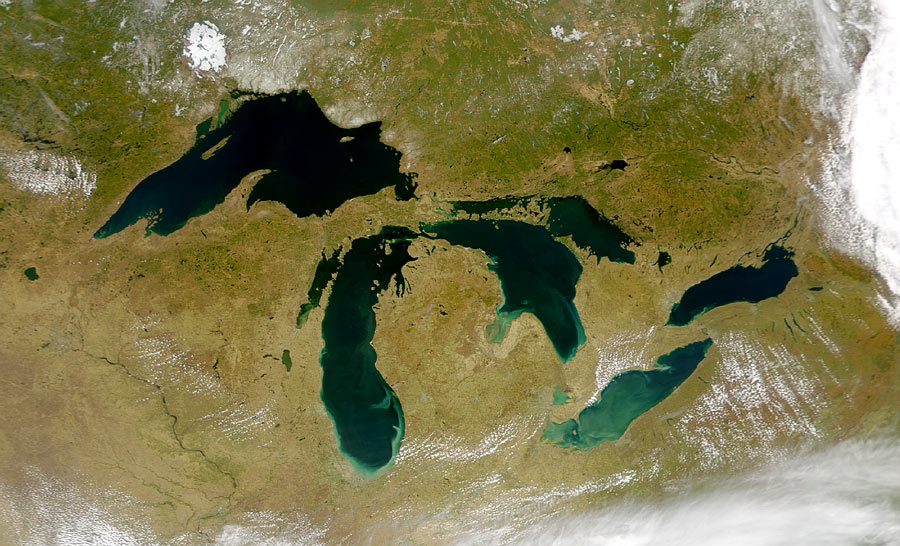
Великие озёра, вид из космоса

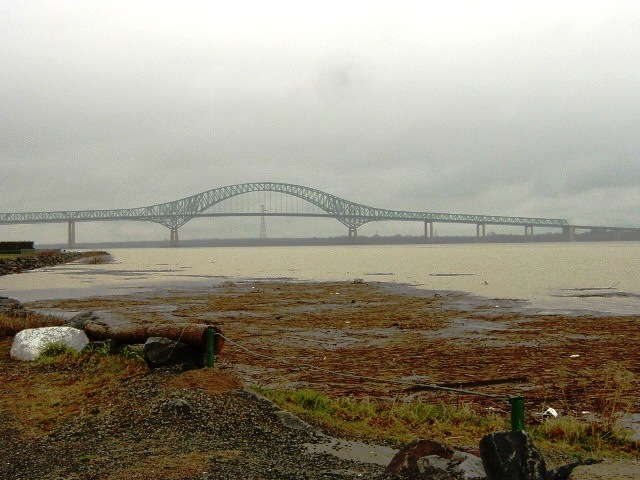
Мост Лавиолет через реку Св. Лаврентия

### Канадский щит

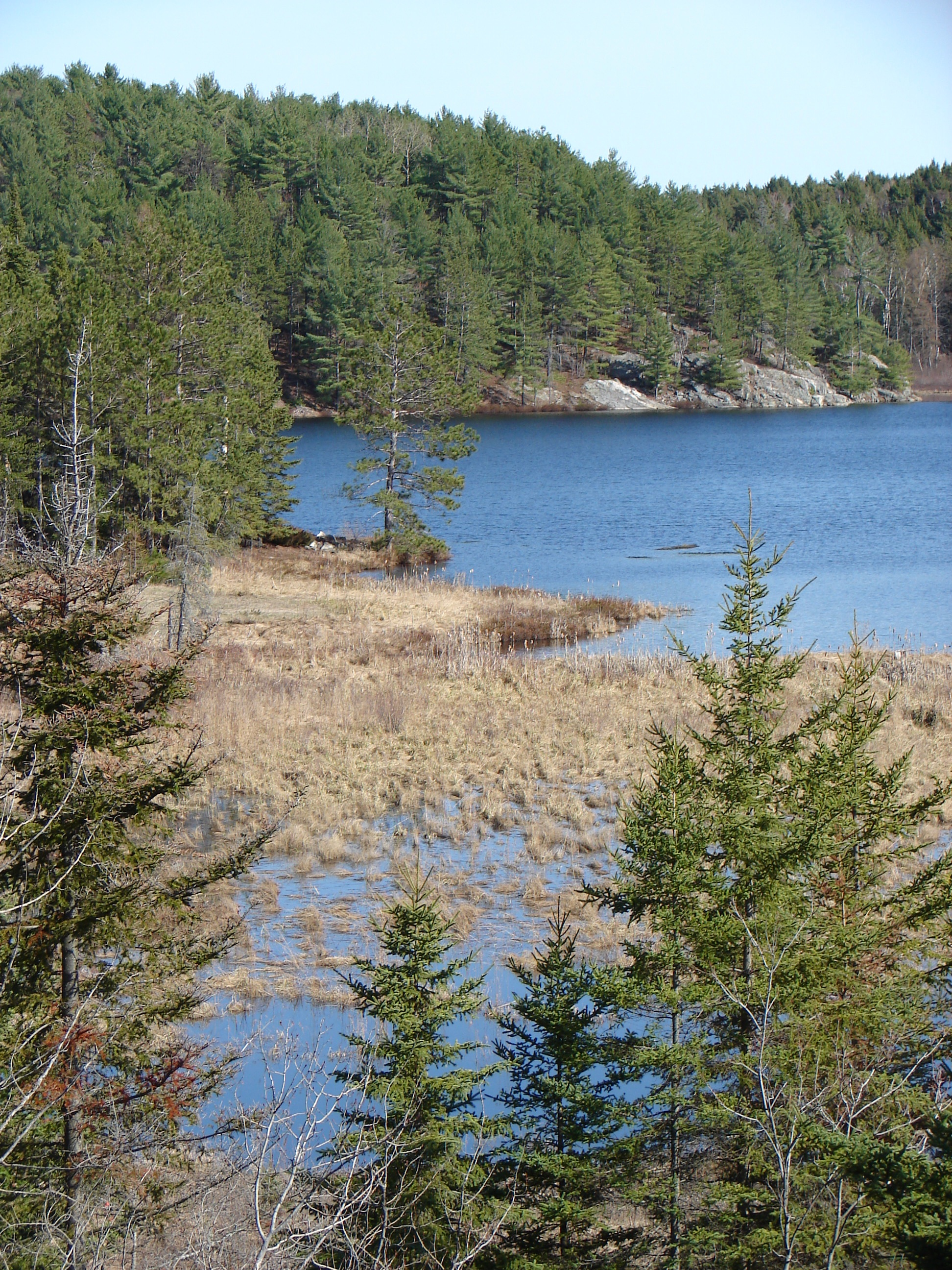
Типичный пейзаж Канадского щита, Онтарио

Канадский щит — это обширная скалистая возвышенность, занимающая 49 % площади страны. Им покрыты север Саскачевана, Манитобы, Онтарио и Квебека, а также бо̀льшая часть Лабрадора. Щит в основном представляет собой эрозионную холмистую местность, и по нему протекает множество важных рек, использующихся для производства гидроэнергии, особенно на севере Квебека и Онтарио. Щит включает также болотистые области Гудзоновой низменности. Некоторые возвышенные области Щита считаются горными цепями, такими как горы Торнгат и Лаврентиды.
В канадском щите находят одни из старейших горных пород в мире. Скалистые образования на поверхности — это, в основном, магматические и метаморфические горные породы. Значительная часть щита покрыта тайгой.

### Внутренние канадские равнины
Канадские Прерии — это обширная область осадочных равнин на Канадском Западе между Канадским щитом на востоке и Скалистыми горами. Канадские Прерии — канадская часть Великих равнин — занимают значительную часть провинций Альберта, Саскачеван и Манитоба (вместе иногда называемые «Альсама» — от «Альберта, Саскачеван, Манитоба», также «Степные провинции» или просто «Прерии»). Общая площадь Великих равнин составляет 1 960 878 км². Климат континентальный и сухой.

### Западные Кордильеры

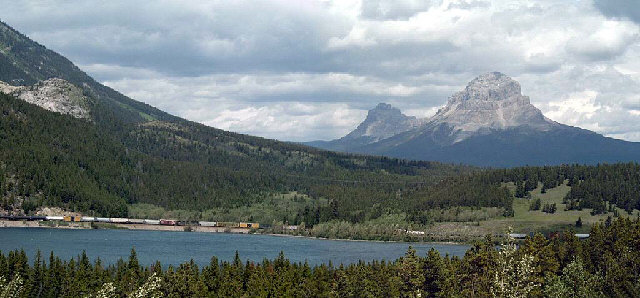
Канадские Скалистые горы

Западные Кордильеры почти полностью занимают Британскую Колумбию и Юкон и немного захватывают юго-запад Альберты. Они тянутся от Аляски (США) до Мексики. Фактически Анды являются их продолжением. Скалистые горы —- самые высокие и молодые горы Канады. Западные Кордильеры можно разделить на две значительных части: Скалистые горы и Береговой хребет.

### Канадский север
Арктические области Канады занимают 3,4 миллиона км², что составляет 40 % площади страны. С началом таяния пакового льда и вечной мерзлоты на эту территорию стали делать главную геостратегическую ставку. Европа и США требуют международного положения для Великого северного морского пути, ведущего в Восточную Азию. Огромные запасы углеводородов стали предметом дипломатических споров: Канада и Дания обе претендуют на остров Ханс, находящийся между Гренландией и островом Элсмир. Находясь на стыке шельфов США, Канады и России, этот богатый нефтью регион также может стать причиной трений между тремя прибрежными странами.

## Гидрография

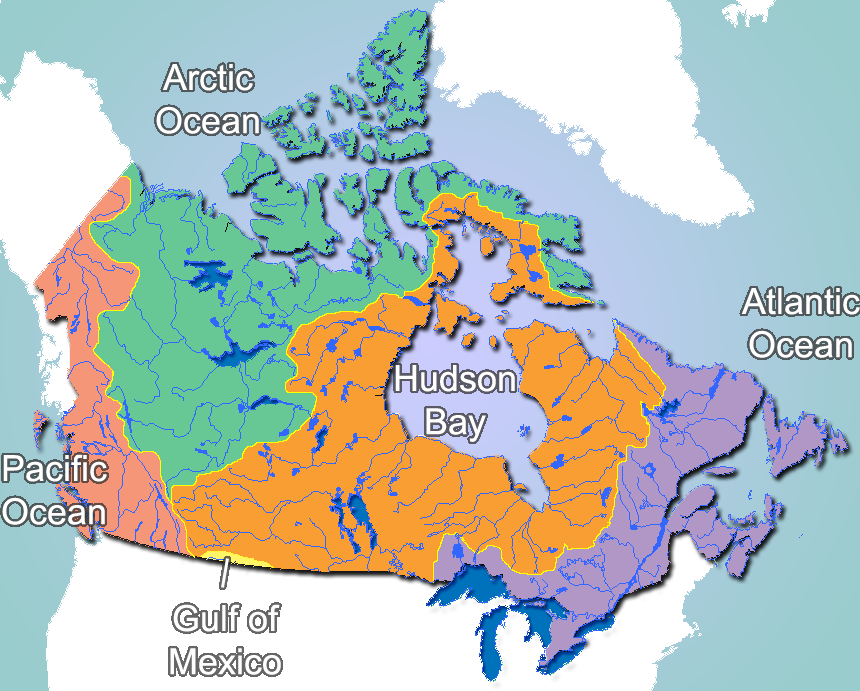
Гидрографические бассейны Канады

Главными бассейнами стока Канады являются следующие: бассейны Атлантического, Тихого, Северного Ледовитого океанов, бассейны Гудзонова и Мексиканского заливов.

### Океаны
Девиз Канады «от моря до моря» соответствует действительности. Канаду окружают три океана. Атлантический океан — на востоке, Тихий океан — на западе, а также Северный Ледовитый океан — на севере. Поэтому страна имеет очень длинную береговую линию. Это способствует расцвету торговли как на востоке, так и на западе страны. Канадским портом с наивысшим грузооборотом является Ванкувер, расположенный на западном побережье страны, вслед за ним идёт порт Монреаля, важнейший внутренний порт в мире.
В недалёком будущем прогнозируют летнее таяние плавучих льдов Северного Ледовитого океана. Это открыло бы новый, никогда не используемый торговый путь — Северо-Западный проход. Эта тема также вызывает столкновения по поводу интересов Канады в Арктике.
Восточная и западная части Канады резко различаются по геологическим и рельефным особенностям. В восточной части платформы она состоит из основного плато и сильно фрагментированных плоских гор, а западную часть, примыкающую к Тихому океану, занимают высокие Кордильеры. Канада — одна из самых богатых полезными ископаемыми стран мира. Имеет крупные месторождения урана, железной руды, никеля, меди, свинца, цинка, золота, нефти, природного газа и калийных солей. Самое главное в канадской природе — безопасность ее климата. 75 % территории страны соответствует холодному климату. Основные природные зоны — тайга, тундра и арктические пустыни. Прерийный ландшафт широко распространен на юге Канады. Манлакаттер очень богат водными и лесными ресурсами. Половина и 1⁄3 лесов Северного полушария находятся в Канаде. По количеству озёр занимает первое место в мире.

### Крупные реки

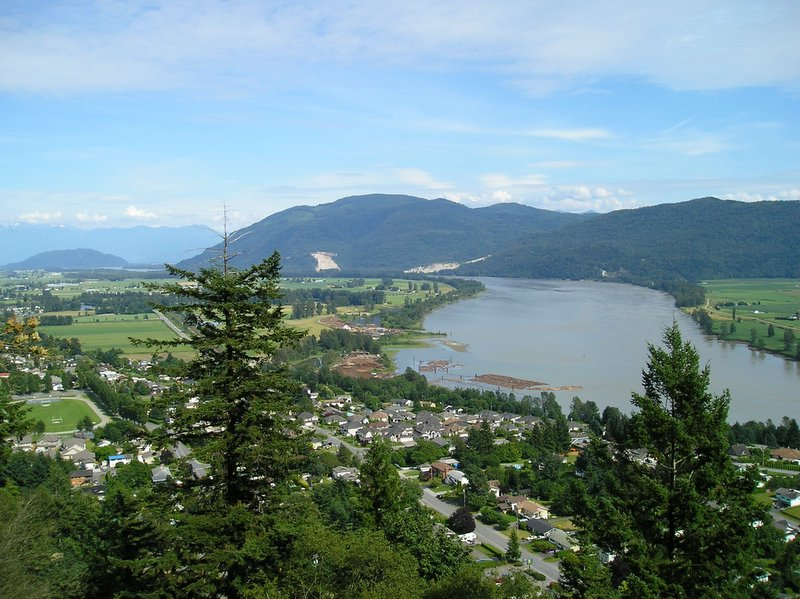
Река Фрейзер около города Мишен

В Канаде протекает много крупных рек (приведены с запада на восток):
- река Фрейзер в Британской Колумбии
- река Колумбия в Британской Колумбии
- река Маккензи в Северо-Западных территориях

Маккензи — крупнейшая канадская река длиной 4241 км. Её расход воды составляет 10 300 м³/с, что примерно равно расходу воды реки Св. Лаврентия. Она впадает в море Бофорта на севере Северо-Западных территорий.
- река Нельсон в Манитобе
- река Св. Лаврентия: важный судоходный путь, позволяющий войти глубоко внутрь североамериканского материка. Её «открыл» Жак Картье. Она протекает на юге Квебека, и именно благодаря ей была так плотно заселена канадская территория на юге Квебека и Онтарио. Раньше на её месте располагалось море Шамплена, названное в наше время в честь великого французского исследователя и основателя города Квебек Самюэля де Шамплена, хотя к его открытию он не имел отношения. Монреаль, Лаваль, Труа-Ривьер, Квебек, Леви, Сет-Иль и Римуски — это квебекские города, находящиеся на её берегах или островах.
- река Черчилл в Ньюфаундленде
- река Сент-Джон

Река Сент-Джон впадает в залив Фанди, в Нью-Брансуике.

### Береговаягеоморфология
- Заливы
  - Залив Св. Лаврентия
  - Залив Фанди
  - Гудзонов залив
  - Залив Джеймс
  - Залив Шалёр
- Проливы
  - Пролив Белл-Айл
  - Пролив Джорджии
  - Пролив Хекате
  - Пролив Хуан-де-Фука
  - Гудзонов пролив
- Устья
  - Устье Св. Лаврентия
- Дельты
  - Дельта Фрейзера
- Фьорды
  - Индиан-Арм
  - Бухта Бьют
  - Залив Хау
  - Бухта Джервис
  - Бухта Найт
- Моря
  - Море Бофорта

Канадские озёра или Великие озёра Северной Америки — самое большое скопление пресной воды на земном шаре. Они составляют одну речную область. Самое северное и западное — Верхнее, наибольшее пресноводное озеро земли; соединяется с Гуроном р. С. Мари, образующей пороги, с падением 5 ½ м (Sault S-te-Marie). Они обойдены каналами, доступными для больших судов, как на американском берегу, так и на канадском. Оз. Гурон и Мичиган находятся на одном уровне и соединяются широким проливом Макинак. Гурон и Эри соединяются рекой Детруа (Detroit), вполне удобной для судоходства., Р. Ниагара, соединяющая последние два озера, Эри (Ери) и Онтарио, вся в порогах и водопадах; около половины её падения (47 м из 101) приходится на Ниагарский водопад (см.), самый большой на земном шаре. Рекой Ниагарой протекает 10000 м³. в секунду, то есть приблизительно такое же, как Волгой у Александровского моста близ Сызрани. Общим истоком озёр служит р. Св. Лаврентия (франц. St. Laurent, англ. St. Lawrence). Самая зап. часть Верхнего оз. находится под 92° зап. долг., самая вост. часть Онтарио (исток Св. Лаврентия) — под 76° в. долг., самая сев. часть Верхнего — под 49° с. ш., самая южная часть Эри — под 41 ½° с. ш. Мичиган находится весь на территории Соединённых Штатов; остальные оз. на границе их с Канадой.

### Морские каналы

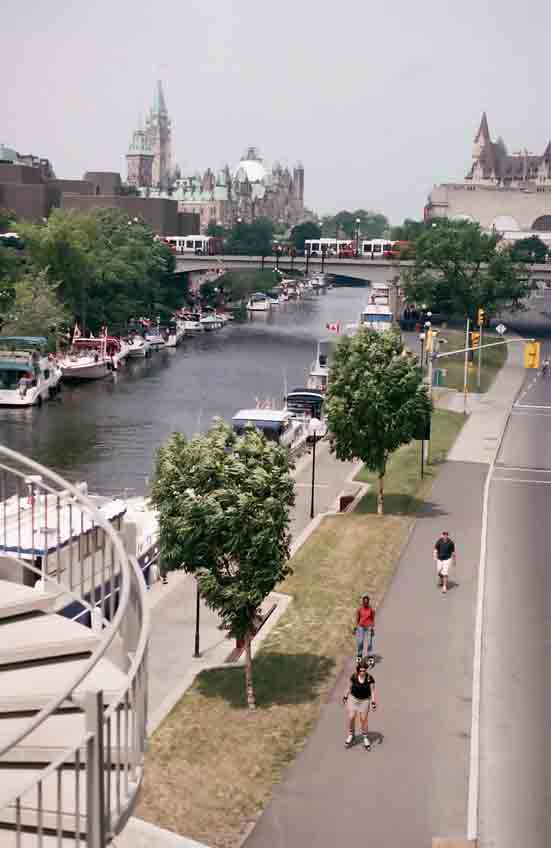
Канал Ридо

Система каналов и морских путей позволяет судам передвигаться по Канаде. Морской путь Святого Лаврентия — это глубоководный путь длиной 3700 км, позволяющий судам, следующим из Атлантического океана, проходить до самого дальнего из Великих озёр Северной Америки — озера Верхнего. Но по закону он начинается в Монреале и заканчивается лишь в озере Эри, включая Уэллендский канал в обход Ниагарского водопада.
Канал Ридо связывает озеро Онтарио с рекой Оттава. Он проходит через Оттаву, государственную столицу. 28 июня 2007 он был признан объектом всемирного наследия ЮНЕСКО. Канал Ридо был закончен в 1832 и по сей день является действующим. Это старейшая в Северной Америке действующая канальная система.

## Окружающая среда

### Климат
Основными факторами канадского климата являются разброс по широте (от параллели 43° с. ш. до
80° с. ш.), препятствование Скалистыми горами распространению западных океанических ветров, протяжённость континентальных территорий на относительно высоких широтах, приводящая к сильному охлаждению зимой, и близость Северного Ледовитого океана, что делает лето прохладным. Канадский климат характеризуется холодной зимой и прохладным или умеренным и влажным летом с большой продолжительностью дня. Климат и температуры сильно изменяются в зависимости от области, так на севере климат полярный, в Прериях велик размах колебаний температур в разные времена года или даже дни, тогда как на западе, в Британской Колумбии, климат более мягкий и умеренный, так как арктический воздух не пропускается туда канадскими Скалистыми горами. На западном побережье и острове Ванкувер климат морской, а зимы мягкие и дождливые, благодаря влиянию Тихого океана.
Среднемесячная зимняя температура может опускаться до −15 °C даже в южной части страны, хотя там можно ожидать и температуры −40 °C с сильными ледяными ветрами. Среднегодовые осадки в виде снега могут достигать нескольких сотен сантиметров (например, в Квебеке — 337 см). Летом же реальные температуры могут подниматься до 35 °C, а в канадских Прериях даже до 40 °C. Индекс влажности часто высок летом на востоке страны. В некоторых деревнях на крайнем севере страны фиксировались температуры до −50 °C зимой. Температура в Алерте летом редко достигает 5 °C. К тому же, сильные ледяные ветры могут резко понижать температуру даже до 60 градусов ниже 0.
На большей части территории климат континентальный (зимой холодный или очень холодный типа Dxx по классификации Кёппена), в южной части, близкой к американской границе, лето относительно теплее и дольше, на севере — короче и прохладнее. Влажность от незначительной в прериях до умеренной на севере и в центре присутствует весь год с преобладанием летних осадков. По классификации Кёппена такое лето на юге отмечается Dfb (умеренное лето), на севере — Dfc (прохладное лето). На юго-востоке атлантическое влияние немного смягчает зиму, но зато усиливает атмосферные возмущения и осадки, что приводит к обильным снегопадам, при этом распределение осадков немного различается в разных областях: они могут распределяться равномерно по всему году (Квебек) или даже преобладать зимой в непосредственной близости к океану (Ньюфаундленд и Новая Шотландия). На западе мешки континентального климата с умеренным и сухим летом (редкий вид Dsb) располагаются в горных областях Канадских скалистых гор, Берегового хребта, гор Маккензи.
Также близ Скалистых гор на американской границе в Саскачеване, в Саскатуне, находятся мешки холодного полупустынного климата (отметка Bsk), защищённые от западных ветров.
На западное побережье — узкой области к западу от Скалистых гор — климат мягче и умереннее, благодаря океаническому влиянию. Зима там очень влажная, на юге лето умеренное (отметка Cfb), на севере — прохладное (отметка Cfc). Однако этот климат не распространяется глубоко на континент, поскольку этому мешают Скалистые горы.
На берегах Северного Ледовитого океана и островах Северной Канады с их арктическим климатом (отметка ET по Кёппену) наивысшая среднемесячная температура не достигает и 10 °C, зима примерно такая же холодная, как и в континентальной области.

### Биомы
Число различных биомов достаточно велико, они относятся к умеренным лиственным и хвойным лесам, тайге, умеренным лесостепям и степям, тундре, зоне пустынь и ксерофитовых кустарников, переходящей в полупустыню Вайоминга.

#### Смешанные и широколиственные леса
Канадские широколиственные леса расположены, главным образом, на юге страны, где климат позволяет размножение этого биома. Юг Онтарио — самое благоприятное место для этого типа растительности. Этому способствуют местный мягкий климат и обильные осадки. Зоны ВВФ:
- Восточные смешанные леса
- Восточные леса низин Великих озёр
- Леса низин залива Святого Лаврентия
- Леса Новой Англии и Акадии
- Южные леса Великих озёр
- Западные леса Великих озёр

#### Хвойные леса зон высотной поясности
- Горные леса Альберты
- Леса предгорий Альберты и Британской Колумбии
- Береговые леса материковой Британской Колумбии
- Леса западного склона Каскадных гор
- Горные леса Центральной Британской Колумбии
- Комплекс плато и бассейна Фрейзера
- Северные леса центральных Скалистых гор
- Северные переходные высокогорные леса
- Сухие леса Оканагана
- Низинные леса Пьюджета
- Острова Королевы Шарлотты
- Центральные тихоокеанские леса

#### Тайга
Тайга занимает 72 % покрытой лесом территории; около 15 % этих лесов ещё девственны (не имеют наземного доступа). В Канаде лишь 8 % таёжного пояса защищено от полной эксплуатации.
- Центральные леса Канадского щита
- Восточные леса Канады
- Восточная тайга Канадского щита
- Континентальные канадские леса
- Западные леса Канадского щита
- Леса Маскуа и Большого Невольничьего озера
- Леса нагорий Ньюфаундленда
- Северная тайга Канадского щита
- Леса Северных Кордильер
- Тайга Северо-Западных территорий
- Океанические пустоши Южного Авалона и Бьюрина
- Южная тайга Гудзонова залива
- Сухие леса внутренних районов Юкона

#### Степи
- Осиновая лесостепь
- Луга долин и предгорий Монтаны
- Северные травосмесные луга
- Северные короткотравные луга
- Северные высокотравные луга
- Палусские луга

#### Тундра
На севере Канады обширные территории занимает тундра. Она находится в Арктике в самых северных областях Западных Кордильер.
- Береговая тундра Баффиновой Земли
- Тундра хребта Брукс и гор Бритиш-Маунтинс
- Тундра нагорий Девисова пролива
- Заполярная тундра
- Высокогорная тундра внутренних районов
- Приполярная тундра
- Полярная тундра
- Высокогорная тундра Огилви и Маккензи
- Тундра и ледяные поля гор тихоокеанского побережья
- Тундра гор Торнгат
- Арктическая тундра
- Тундра Аляскинского хребта и гор Святого Ильи

## География населения
Канада состоит из десяти провинций (П) и трёх территорий (Т), которые приведены в порядке с запада на восток и с севера на юг: Юкон (Т), Британская Колумбия (П), Северо-Западные территории (Т), Альберта (П), Саскачеван (П), Нунавут (Т), Манитоба (П), Онтарио (П), Квебек (П), Ньюфаундленд и Лабрадор (П), Нью-Брансуик (П), Остров Принца Эдуарда (П) и Новая Шотландия (П).
Территории расположены на севере страны, а провинции — на юге, исключая Ньюфаундленд и Лабрадор, чья южная оконечность относительно северная.
Канада имеет границу длиной 6416 километров с США на юге и 2477 километров — с американским штатом Аляска — на северо-западе (всего границ с США 8893 километра — длиннейшая неохраняемая граница в мире).
Большинство населения проживает в меридиональной части страны, вдоль границы с США. Самые населённые места — это коридор Квебек — Уинсор, коридор Эдмонтон — Калгари и юг Британской Колумбии.
Канадское население сильно урбанизировано и индустриализировано. Бо̀льшая часть населения живёт в городах. Канадская экономика всё больше базируется на сфере услуг, но первичный и вторичный сектора по-прежнему значительны.

## Природные ресурсы

### Гидроэнергия

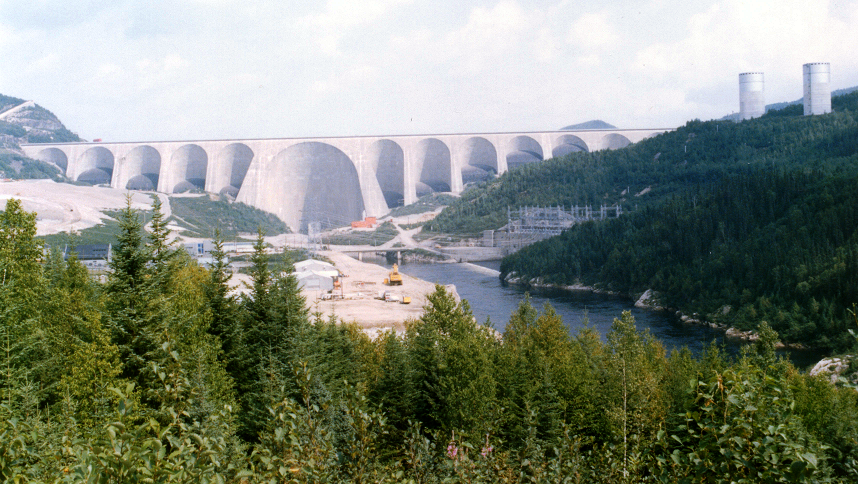
Плотина имени Дэниела Джонсона на реке Маникуаган, Квебек

Канада богата реками с большим расходом воды, что делает возможным использование гидроэнергии. К тому же, обширные области не заселены. Это упрощает воплощение крупных проектов, предусматривающих крупные водохранилища.
Между 2000 и 2002 Канада была крупнейшим в мире производителем гидроэнергии, производя около 337 миллиардов киловатт-часов ежегодно. За ней следовала Бразилия с 286 миллиардами киловатт-часов.
Основными провинциями-производителями были Онтарио, Манитоба, Квебек, Британская Колумбия и Ньюфаундленд и Лабрадор. Три последних употребляли, в основном, электричество своего собственного гидроэнергетического производства.
Квебек был, к тому же, крупнейшим производителем энергии, примерно в три раза превосходя Британскую Колумбию (вторую по производству гидроэнергии провинцию).
Ла-Гранд, Маникуаган и Черчилл — три канадских реки, на которых расположены самые мощнейшие плотины страны.
В других провинциях преобладают другие способы производства электричества. Провинция Онтарио зависит от атомной энергии, а также от ископаемых горючих, таких как уголь.

### Строевой лес
Канадская лесная промышленность производит строевой лес. Она особенно развита в Британской Колумбии, где влажный океанический климат находится под умеренным влиянием Тихого океана.

### Минералы
В Альберте и на юге залегают такие неметаллические минералы, как нефть. В Саскачеванском бассейне добывают калийные соли.
Канада обладает богатейшими минеральными ресурсами и занимает первое место в мире по добыче урана, кобальта, калийных солей и асбеста; второе место — по добыче цинковых руд и серы; третье — природного газа и платиноидов; четвёртое — медной руды и золота; пятое — свинцовых руд и шестое — по добыче серебра.

### Пресная вода
Канада располагает значительными запасами пресной воды в области Великих озёр, за которые США совершают платежи. Экспорт пресной воды Канады в США является предметом периодически повторяющихся обсуждений.

### Сельское хозяйство
Разнообразие канадских почв и климата объясняет большие различия в сельском хозяйстве Канады.
- Британская Колумбия и Онтарио известны своим интенсивным огородничеством.
- В степях на западе страны находятся крупные области экстенсивных зерновых культур.
- Квебек — крупнейший производитель молочной продукции.
- На Острове Принца Эдуарда выращивают бо́льшую часть канадского картофеля.

и многое другое